# Goodwill Games de 1994

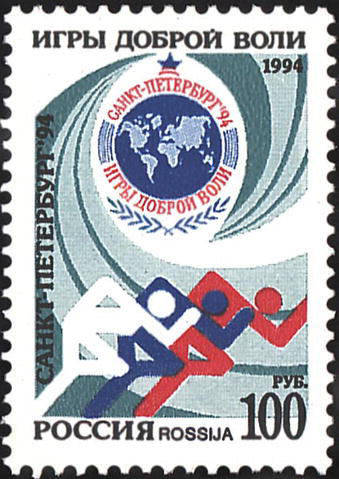
Estampilla rusa de 1994 con la versión rusa del logotipo de los juegos

Los Goodwll Games de 1994 fueron la tercera edición de los Goodwill Games (Juegos de la Buena Voluntad), un evento multideportivo internacional creado por Ted Turner, que se llevó a cabo en San Petersburgo, Rusia, entre el 23 de julio y el 7 de agosto de 1994. Alrededor de 2000 atletas de 56 países participaron en el evento de 16 días.
Rusia encabezó el medallero con 68 medallas de oro y 171 medallas en total de la competencia. Estados Unidos fue el subcampeón con 37 oros y 119 medallas en general, mientras que China ocupó el tercer lugar con 12 oros y 27 medallas. Las ceremonias de inauguración y clausura se llevaron a cabo en el Estadio Kirov.
La organización de los juegos proporcionó un importante legado de infraestructura dentro de San Petersburgo. Se repavimentaron alrededor de 500 kilómetros de carreteras, se renovaron lugares y puntos de referencia, se instalaron y donaron equipos informáticos, y más tarde se integraron 70 autobuses especialmente diseñados para los Juegos en el sistema de transporte público de la ciudad. La perspectiva de una Rusia más abierta a la inversión extranjera provocó un crecimiento en el nivel de patrocinio y los juegos atrajeron a 30 patrocinadores internacionales. La cobertura televisiva también se amplió. Los juegos se transmitieron en todo Estados Unidos tanto en TBS como en ABC, y los eventos de los juegos se mostraron en 129 países.
En los eventos de levantamiento de pesas, se rompieron 5 récords mundiales cuando los levantadores de Rusia se llevaron las medallas de oro. En la competencia de gimnasia, Alexei Nemov estableció un récord en los Goodwill Games por la cantidad de medallas ganadas en una sola edición, habiendo ganado 4 medallas de oro, una de plata y una de bronce.

## Deportes
| - Arquería - Atletismo - Baloncesto - Balonmano - Boxeo - Canotaje - Ciclismo - Clavados - Fútbol | - Gimnasia - Halterofilia - Judo - Lucha - Nado sincronizado - Natación - Patinaje artístico - Patinaje de velocidad en pista corta - Remo | - Taekwondo - Triatlón - Vela - Voleibol - Voleibol playa - Waterpolo |

## Países participantes
| - Alemania - Argelia - Armenia - Australia - Austria - Bélgica - Bielorrusia - Brasil - Bulgaria - Canadá - China - Corea del Sur - Costa Rica - Cuba - Dinamarca - Egipto - Eslovaquia - Eslovenia - España | - Estados Unidos - Estonia - Finlandia - Francia - Georgia - Hungría - Irán - Irlanda - Islas Vírgenes de los Estados Unidos - Italia - Jamaica - Japón - Kazajistán - Kenia - Letonia - Marruecos - México - Moldavia - Mozambique | - Namibia - Nigeria - Noruega - Nueva Zelanda - Países Bajos - Polonia - Portugal - Puerto Rico - Reino Unido - Rumania - Rusia - Somalia - Suecia - Siria - Turquía - Ucrania - Uzbekistán - Zambia |

## Medallero
País organizador (Rusia)
| Núm.  | País                                 | Oro | Plata | Bronce | Total |
| ----- | ------------------------------------ | --- | ----- | ------ | ----- |
| 1     | Rusia                                | 68  | 50    | 53     | 171   |
| 2     | Estados Unidos                       | 37  | 39    | 43     | 119   |
| 3     | China                                | 12  | 9     | 6      | 27    |
| 4     | Corea del Sur                        | 10  | 5     | 0      | 15    |
| 5     | Cuba                                 | 9   | 9     | 6      | 24    |
| 6     | Ucrania                              | 8   | 5     | 12     | 25    |
| 7     | Noruega                              | 4   | 0     | 0      | 4     |
| 8     | Bielorrusia                          | 3   | 6     | 14     | 23    |
| 9     | Reino Unido                          | 3   | 5     | 3      | 11    |
| 10    | Canadá                               | 3   | 4     | 5      | 12    |
| 11    | Francia                              | 3   | 3     | 6      | 12    |
| 12    | Alemania                             | 2   | 7     | 13     | 22    |
| 13    | Italia                               | 2   | 1     | 4      | 7     |
| 13    | España                               | 2   | 1     | 4      | 7     |
| 15    | Kenia                                | 2   | 1     | 3      | 6     |
| 16    | Polonia                              | 1   | 3     | 2      | 6     |
| 17    | Rumania                              | 1   | 3     | 0      | 4     |
| 18    | Japón                                | 1   | 2     | 4      | 7     |
| 19    | Turquía                              | 1   | 2     | 3      | 6     |
| 20    | Suecia                               | 1   | 2     | 2      | 5     |
| 21    | Dinamarca                            | 1   | 1     | 1      | 3     |
| 22    | Costa Rica                           | 1   | 1     | 0      | 2     |
| 22    | Irlanda                              | 1   | 1     | 0      | 2     |
| 24    | Bélgica                              | 1   | 0     | 4      | 5     |
| 25    | Puerto Rico                          | 1   | 0     | 1      | 2     |
| 26    | Argelia                              | 0   | 2     | 2      | 4     |
| 26    | Georgia                              | 1   | 0     | 0      | 1     |
| 26    | México                               | 1   | 0     | 0      | 1     |
| 26    | Marruecos                            | 1   | 0     | 0      | 1     |
| 26    | Mozambique                           | 1   | 0     | 0      | 1     |
| 26    | Nueva Zelanda                        | 1   | 0     | 0      | 1     |
| 26    | Eslovenia                            | 1   | 0     | 0      | 1     |
| 26    | Islas Vírgenes de los Estados Unidos | 1   | 0     | 0      | 1     |
| 34    | Armenia                              | 0   | 3     | 0      | 3     |
| 35    | Letonia                              | 0   | 2     | 0      | 2     |
| 35    | Nigeria                              | 0   | 2     | 0      | 2     |
| 37    | Australia                            | 0   | 1     | 3      | 4     |
| 38    | Finlandia                            | 0   | 1     | 2      | 3     |
| 39    | Austria                              | 0   | 0     | 1      | 1     |
| 39    | Brasil                               | 0   | 1     | 0      | 1     |
| 39    | Estonia                              | 0   | 1     | 0      | 1     |
| 39    | Irán                                 | 0   | 1     | 0      | 1     |
| 39    | Namibia                              | 0   | 1     | 0      | 1     |
| 39    | Portugal                             | 0   | 1     | 0      | 1     |
| 39    | Somalia                              | 0   | 1     | 0      | 1     |
| 39    | Zambia                               | 0   | 1     | 0      | 1     |
| 47    | Uzbekistán                           | 0   | 0     | 4      | 4     |
| 48    | Bulgaria                             | 0   | 0     | 2      | 2     |
| 48    | Hungría                              | 0   | 0     | 2      | 2     |
| 48    | Jamaica                              | 0   | 0     | 2      | 2     |
| 48    | Moldavia                             | 0   | 0     | 2      | 2     |
| 48    | Países Bajos                         | 0   | 0     | 2      | 2     |
| 48    | Eslovaquia                           | 0   | 0     | 2      | 2     |
| 54    | Egipto                               | 0   | 0     | 1      | 1     |
| 54    | Kazajistán                           | 0   | 0     | 1      | 1     |
| 54    | Siria                                | 0   | 0     | 1      | 1     |
| Total | Total                                | 186 | 177   | 213    | 576   |